# Tianshan (köpinghuvudort i Kina, Jiangsu Sheng, lat 32,62, long 119,25)
Tianshan (kinesiska: 天山, 天山镇) är en köpinghuvudort i Kina. Den ligger i provinsen Jiangsu, i den östra delen av landet, omkring 75 kilometer nordost om provinshuvudstaden Nanjing. Antalet invånare är 20 069. Befolkningen består av 10 202 kvinnor och 9 867 män. Barn under 15 år utgör 11,0 %, vuxna 15-64 år 76 %, och äldre över 65 år 12,0 %.
Runt Tianshan är det tätbefolkat, med 735 invånare per kvadratkilometer. Närmaste större samhälle är Dayi, 9,0 km söder om Tianshan. Trakten runt Tianshan består till största delen av jordbruksmark.
Genomsnittlig årsnederbörd är 1 294 millimeter. Den regnigaste månaden är juli, med i genomsnitt 289 mm nederbörd, och den torraste är december, med 30 mm nederbörd.